# Meridià 150 a l'est
El meridià 150 a l'est de Greenwich és una línia de longitud que s'estén des del pol Nord travessant l'oceà Àrtic, Àsia, l'oceà Índic, l'oceà Antàrtic, Austràlia i l'Antàrtida fins al pol Sud.

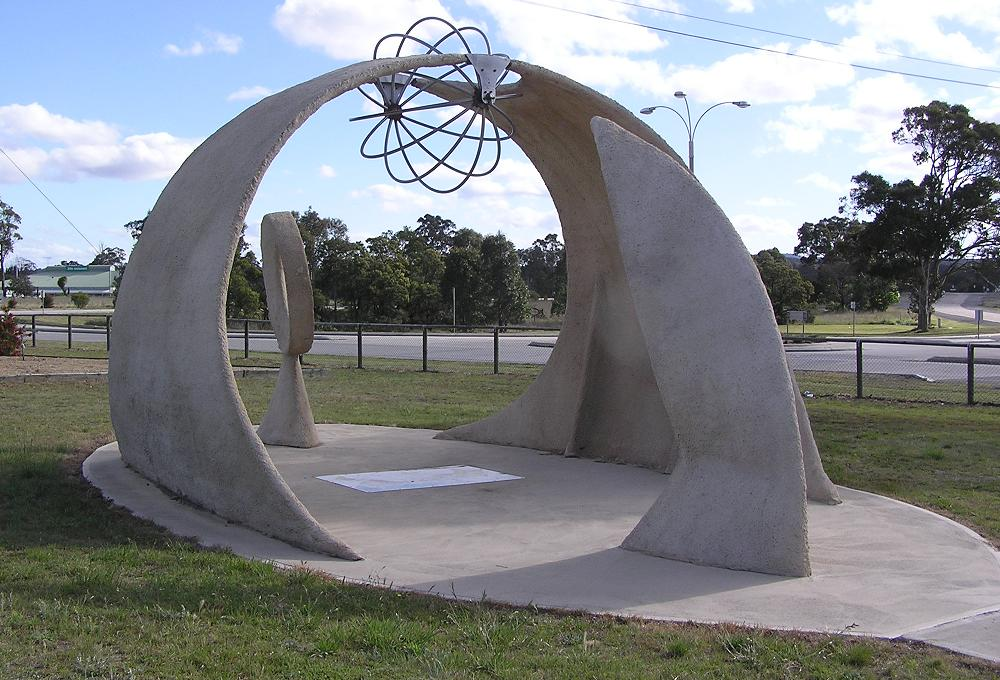
Monument al meridià 150 a Marulan

El meridià 150 a l'est forma un cercle màxim amb el meridià 30 a l'oest. Com tots els altres meridians, la seva longitud correspon a una semicircumferència terrestre, uns 20.003,932 km. Al nivell de l'Equador, és a una distància del meridià de Greenwich de 16.698 km.
Aquest és el centre exacte de la Zona Horària de l'Est, on el sol surt a les 6 a.m. i estableix a les 6 de la tarda cada equinocci.

## De Pol a Pol
Començant en el pol Nord i dirigint-se cap al pol Sud, aquest meridià travessa:
| Coordenades                               | País, territori o mar   | Notes |
| ----------------------------------------- | ----------------------- | --- |
| 90° 0′ N, 150° 0′ E / 90.000°N,150.000°E  | Oceà Àrtic              | |
| 76° 39′ N, 150° 0′ E / 76.650°N,150.000°E | Mar de Sibèria Oriental | |
| 75° 13′ N, 150° 0′ E / 75.217°N,150.000°E | Rússia                  | Sakhà — illa de Nova Sibèria |
| 74° 43′ N, 150° 0′ E / 74.717°N,150.000°E | Mar de Sibèria Oriental | |
| 72° 14′ N, 150° 0′ E / 72.233°N,150.000°E | Rússia                  | Sakhà Óblast de Magadan — des de 64° 30′ N, 150° 0′ E / 64.500°N,150.000°E                                                                                    |
| 59° 27′ N, 150° 0′ E / 59.450°N,150.000°E | Mar d'Okhotsk           | |
| 46° 2′ N, 150° 0′ E / 46.033°N,150.000°E  | Rússia                  | Óblast de Sakhalín — Illa de Urup, Illes Kurils |
| 45° 49′ N, 150° 0′ E / 45.817°N,150.000°E | Oceà Pacífic            | |
| 8° 54′ N, 150° 0′ E / 8.900°N,150.000°E   | Micronèsia              | Atol de Namonuito |
| 8° 33′ N, 150° 0′ E / 8.550°N,150.000°E   | Oceà Pacífic            | |
| 1° 40′ S, 150° 0′ E / 1.667°S,150.000°E   | Papua Nova Guinea       | Illa d'Emirau |
| 1° 41′ S, 150° 0′ E / 1.683°S,150.000°E   | Oceà Pacífic            | Mar de Bismarck |
| 2° 27′ S, 150° 0′ E / 2.450°S,150.000°E   | Papua Nova Guinea       | Nova Hanover |
| 2° 31′ S, 150° 0′ E / 2.517°S,150.000°E   | Oceà Pacífic            | Mar de Bismarck |
| 5° 8′ S, 150° 0′ E / 5.133°S,150.000°E    | Papua Nova Guinea       | Illa de Nova Bretanya |
| 6° 18′ S, 150° 0′ E / 6.300°S,150.000°E   | Mar de Salomó           | |
| 9° 38′ S, 150° 0′ E / 9.633°S,150.000°E   | Papua Nova Guinea       | Illa de Nova Guinea |
| 9° 44′ S, 150° 0′ E / 9.733°S,150.000°E   | Mar de Salomó           | Badia de Goodenough |
| 10° 5′ S, 150° 0′ E / 10.083°S,150.000°E  | Papua Nova Guinea       | Illa de Nova Guinea |
| 10° 36′ S, 150° 0′ E / 10.600°S,150.000°E | Oceà Pacífic            | Mar del Corall — passa a l'est de l'illa de Willis a les illes del Mar del Corall Austràlia (a 16° 17′ S, 149° 58′ E / 16.283°S,149.967°E)                    |
| 22° 6′ S, 150° 0′ E / 22.100°S,150.000°E  | Austràlia               | Queensland Nova Gal·les del Sud — des de 28° 35′ N, 150° 0′ E / 28.583°N,150.000°E, passant a través de Marulan (a 34° 43′ S, 150° 0′ E / 34.717°S,150.000°E) |
| 36° 41′ S, 150° 0′ E / 36.683°S,150.000°E | Oceà Pacífic            | |
| 37° 9′ S, 150° 0′ E / 37.150°S,150.000°E  | Austràlia               | Nova Gal·les del Sud — Cap Green |
| 37° 47′ S, 150° 0′ E / 37.783°S,150.000°E | Oceà Pacífic            | |
| 60° 0′ S, 150° 0′ E / 60.000°S,150.000°E  | Oceà Antàrtic           | |
| 68° 21′ S, 150° 0′ E / 68.350°S,150.000°E | Antàrtida               | Territori Antàrtic Australià, reclamat per Austràlia |